# Earl Babbie
Earl Babbie (ur. 8 stycznia 1938 w Detroit w stanie Michigan) – amerykański socjolog.

## Życiorys
Dorastał w  Vermont i w New Hampshire w Nowej Anglii. Jest amerykańskim socjologiem, emerytowanym profesorem nauk społecznych.  W latach 60. XX wieku ukończył studia na Uniwersytecie Harvarda. Absolwent studiów licencjackich w zakresie socjologii, później odbył służbę w Piechocie Morskiej, a następnie ukończył studia magisterskie na Uniwersytecie Kalifornijskim w Berkeley, gdzie 1969 uzyskał stopień doktora filozofii. Przez 12 lat nauczał na Uniwersytecie Hawajskim, w międzyczasie żeniąc się z Sheilą, z którą ma syna Aarona. W 1980 roku poświęcił się wyłącznie pracy naukowej na Uniwersytecie Kalifornijskim.
W 1975 roku stworzył Podstawy badań społecznych, wymieniane w kanonie metodologii nauk społecznych. Od 1987 roku Earl Babbie poświęcił się tylko i wyłącznie tworzeniu. Obecnie mieszka w Hot Springs Village w Arkansas. Jest autorem licznych bibliografii i artykułów naukowych. Przez cały okres swej kariery był aktywnym członkiem Amerykańskiego Towarzystwa Socjologicznego (American Sociological Association). Pełnił także funkcję prezydenta Pacyficznego Towarzystwa Socjologicznego (Pacific Sociological Association) i Kalifornijskiego Towarzystwa Socjologicznego (California Sociological Association). Na uniwersytecie Chapman w Kalifornii założył Earl Babbie Research Center, która specjalizuje się w podwyższaniu kwalifikacji i uczeniu studentów w zakresie badań socjologiczno-społecznych.